# Huis Birla

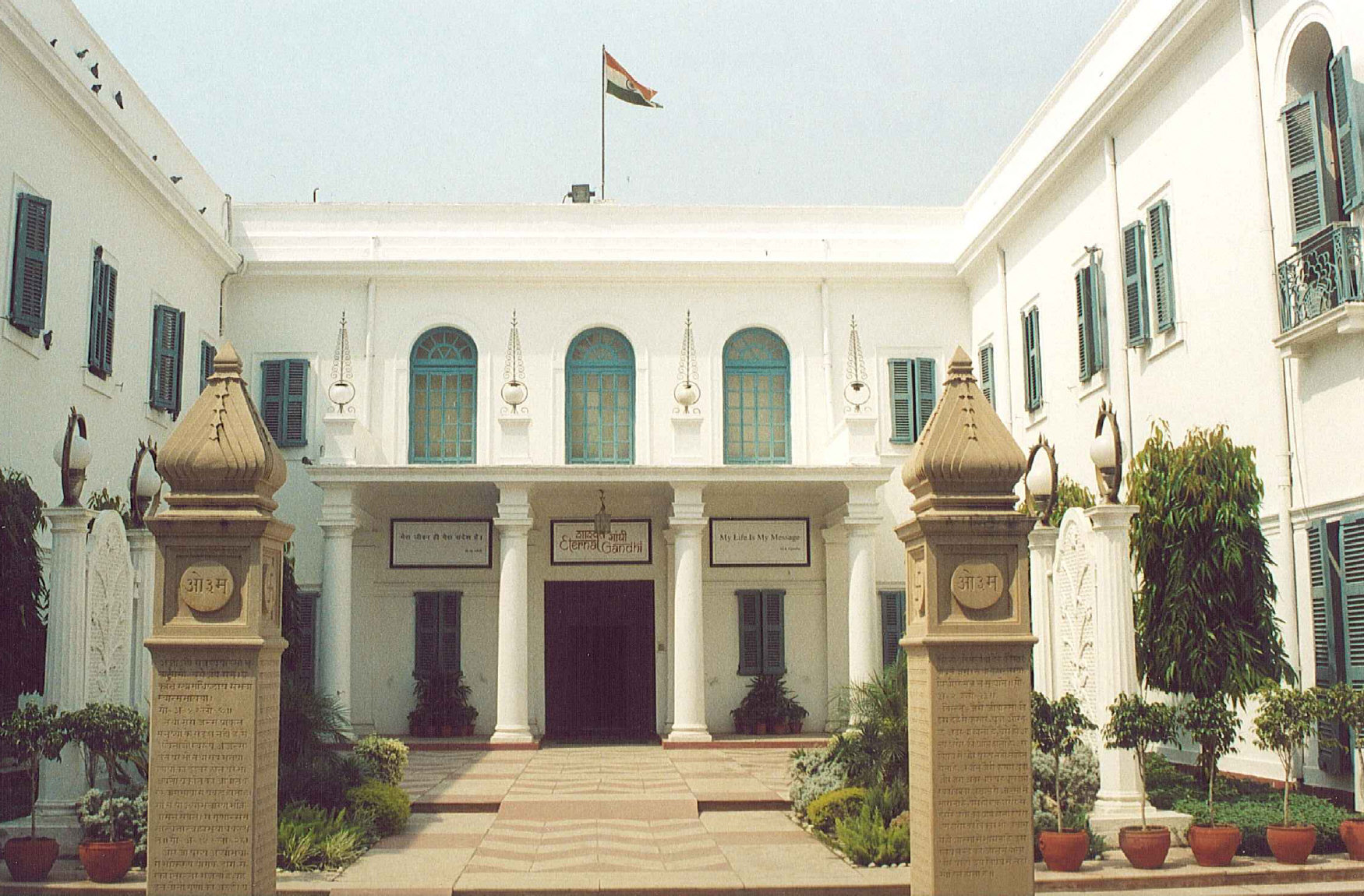
Huis Birla

Huis Birla, of Birla Bhavan, in New Delhi, India is de plek waar Mahatma Gandhi de laatste 144 dagen van zijn leven doorbracht en werd vermoord op 30 januari 1948. Oorspronkelijk was het huis van de Indische ondernemersfamilie de Birla's 
De Indische overheid verkreeg het pand in 1971 en opende het voor publiek op 15 augustus 1973. 

## Familie Birla
De Birla's stammen uit Rajasthan in Noord-West India, waar ze handelden in katoen. Hun fortuin maakten ze echter met de opiumhandel met China, waarin ze aangemoedigd en gefaciliteerd werden door de Britten. Met het familiekapitaal werden in vele steden tempels gebouwd, de Birla Mandirs. Ook werden industriële bedrijven gesticht als Birla Jute, Birla Carbon, en Hindustan Motors. De krant Hindustan Times werd door de familie gefinancierd en later overgenomen. De groep Aditya Birla bezit warenhuizen in vele steden.